# Leijn Loevesijn
Leijn Loevesijn (Amsterdam, 2 gennaio 1949) è un ex pistard olandese.

## Palmarès

### Olimpiadi
- 1 medaglia:
  - 1 argento (Città del Messico 1968 nel tandem)

### Mondiali
- 2 medaglie:
  - 1 oro (Varese 1971 nella velocità)
  - 1 bronzo (Leicester 1970 nella velocità)